# Neue Sachlichkeit (Ausstellung)

Plakat von Karl Bertsch zur Ausstellung von 1925 in Mannheim

Die Ausstellung Die Neue Sachlichkeit. Deutsche Malerei seit dem Expressionismus fand vom 14. Juni bis 18. September 1925 in der Kunsthalle Mannheim unter der Leitung des damaligen Direktors Gustav Friedrich Hartlaub statt. Die Ausstellung prägte den Namen für die Kunstströmung Neue Sachlichkeit der 20er- und 30er-Jahre. Ab Oktober 1925 war die Ausstellung in jeweils veränderter Form in weiteren Städten zu sehen: Vom 18. Oktober bis 22. November wurde sie im Sächsischen Kunstverein in Dresden gezeigt, zum Jahreswechsel 1925/1926 im Städtischen Museum Kunsthütte in Chemnitz, im Februar 1926 im Erfurter Kunstverein und danach ein letztes Mal im Kunstverein Dessau.

## Geschichte
Im Mai 1923 schrieb Gustav Friedrich Hartlaub mehreren Kunsthistorikern und Galeristen mit der Bitte, für eine geplante Ausstellung im September desselben Jahres „… der man etwa den Titel geben könnte ‚Neue Sachlichkeit‘, Künstler zu benennen, … die in den letzten zehn Jahren weder impressionistisch aufgelöst, noch expressionistisch abstrakt, weder rein sinnenhaft äußerlich, noch rein konstruktiv innerlich“ gemalt hätten. Aufgrund von organisatorischen Schwierigkeiten und der einsetzenden Hyperinflation der Inflation der Jahre 1914–1923 musste Hartlaub die Vorbereitungen der für 1923 geplanten Ausstellung abbrechen.
Zwei Jahre später gelang es Hartlaub, 124 Bilder von 32 Künstlern für die Ausstellung vom 14. Juni bis 18. September 1925 in der Kunsthalle in Mannheim zusammenzubringen. Darunter waren Werke von Max Beckmann, Otto Dix, George Grosz, Heinrich Maria Davringhausen, Adolf Erbslöh, Ernst Fritsch, Nicolas Gluschenko, Ernst Haider, Wilhelm Heise, Karl Hubbuch, Alexander Kanoldt, Walter Schulz-Matan, Carlo Mense, Anton Räderscheidt, Rudolf Schlichter, Georg Scholz, Niklaus Stoecklin und Georg Schrimpf.
Mit 4.405 Besuchern verzeichnete die Ausstellung deutlich weniger hohe Besucherzahlen als andere Ausstellungen, die ebenfalls im Jahr 1925 in Mannheim gezeigt wurden: die Ausstellung „Moderne Kleinplastik“ verzeichnete 7.000 Besucher und die Ausstellung „Typen Neuer Baukunst“ nahezu 10.000 Besucher. Hartlaubs wegweisende Ausstellung „Neue Sachlichkeit“ erhielt aber eine bemerkenswert Presseresonanz: neben Zeitungen in Frankfurt, Karlsruhe, Heilbronn und Wiesbaden berichteten Zeitungen in Berlin, Essen, Hamburg, Hannover, Kassel, München, Leipzig und Breslau ausführlich darüber.
Ab dem Oktober 1925 war die Ausstellung in jeweils abgeänderter Form in Städten Sachsens und Thüringens zu sehen, wodurch die Neue Sachlichkeit beständig an Popularität gewann: Vom 18. Oktober bis 22. November wurde sie vom Sächsischen Kunstverein in Dresden übernommen, vom Dezember 1925 bis Januar 1926 war sie im Städtischen Museum Kunsthütte in Chemnitz zu sehen, vom 31. Januar bis Februar 1926 im Kunstverein in Erfurt und zuletzt für drei Wochen im Kunstverein in Dessau. Schon in Erfurt hatte die Ausstellung in der Auswahl der Bilder, vor allem bei Dix und Beckmann, so starke Veränderungen erfahren, dass Hartlaub den Namen der Städtischen Kunsthalle nicht mehr dafür hergeben wollte. Ebenfalls Interesse an einer Übernahme der Ausstellung bekundeten das Schlesische Museum der Bildenden Künste in Breslau und der Kunstverein in Stettin, denen Hartlaub eine Absage erteilte.
Zu Beginn des Jahres 1933 nahm Hartlaub mit einer neuen Ausstellung unter dem angepassten Titel „Deutsche Provinz (Erster Teil) – Beschauliche Sachlichkeit“ das Thema der Neuen Sachlichkeit erneut auf. Am 20. März 1933 wurde er seines Amtes enthoben.
Im Jahr 1925 veröffentlichte der Münchner Kunsthistoriker Franz Roh sein Buch Nach-Expressionismus mit dem Untertitel Magischer Realismus. Probleme der neuesten europäischen Malerei. Roh führte damit den Begriff Magischer Realismus für die postexpressionistische Malerei der Weimarer Republik ein. Doch Hartlaubs Ausstellungstitel „Neue Sachlichkeit“ setzte sich als Begriff für diese Kunstströmung durch.